# 643 v.Chr.
Het jaar 643 v.Chr. is een jaartal volgens de christelijke jaartelling.

## Gebeurtenissen

### Italië
- Syracuse sticht een nieuwe kolonie, Kasmenai.

### Egypte
- Koning Senkamanisken (643 - 623 v.Chr.) regeert over het koninkrijk Nubië.

### Europa
- In Brittannië breekt de Burgeroorlog der vijf koningen uit, de machtsstrijd zal 203 jaar duren.

## Overleden
- Atlanersa, koning van Koesj